# 萊昂縣 (德克薩斯州)
萊昂縣（英語：Leon County）是位於美国德克萨斯州東部的一個縣，面積2,798平方公里。根據2020年美國人口普查，共有人口15,719人。縣治森特維爾（Centerville）。該縣成立於1846年，縣名紀念維多利亞的建立者馬丁·德·利昂（Don Martin De León）；但根據當地居民傳說，指的是當地一種被稱為「León」（西班牙语「獅子」的意思）、毛色金黃的狼。